# Польський футбольний союз
Польський Футбольний Союз (ПЗПН) (пол. Polski Związek Piłki Nożnej, PZPN) — спортивна організація, що здійснює контроль та керівництво футболом у Польщі. До 18 листопада 2005 року керувала найвищою футбольною лігою, а до сезону 2006/2007 – організувала змагання за Кубок Екстракласи і матч за Суперкубок Польщі. Тепер керує національними збірними з футболу, футзалу, пляжного футболу, як серед чоловіків так і жінок у всіх вікових категоріях. Також організовує змагання для всіх ліг, крім Екстракласи. Член ФІФА від 1923 року. Член УЄФА від 1955 року.

## Історія
Польський Футбольний Союз створено як незалежну громадську спортивну організацію для проведення футбольних змагань у Польщі. Установчі збори союзу відбулись 20 і 21 грудня 1919 року у Варшаві (в Кракові була створена асоціація польської футбольної асоціації діючи в рамках Футбольної асоціації Австрії, яка часто призводить до плутанини) за участю делегатів з 31 клубів, по одному від кожного клубу (повний склад учасників неможливо встановити через загибель картотек).
Його прототипом був створений 25 червня 1911 року у Львові Футбольний Союз, який діяв тільки на території Галичини.
Першим президентом обрали представника «Краковії» – Едварда Цетнаровського. Постановили, що офіс буде перебувати в місті, в якому працює обраний президент, тому першою садибою став Краків (з 22 грудня 1919 року до 14 січня 1928 року). Крім того на з'їзді розробили і затвердили статут союзу, авторами якого стали Йозеф Лустгартен, Джон Полакевич і Ян Вейсенгоф.  Оголосили регламент І Чемпіонату Польщі (1920 року) і створили 5 футбольних округів (OZPN): краківський, львівський, лодзький, варшавський і познанський (26 лютого 1922 року створено наступні три: верхньошльонський, любельський і вільнюський, а 25 лютого 1923 року торунський).

### Діяльність ПЗПН на території України в міжвоєнний період
У період між Першою та Другою світовими Війнами на тій частині території України, що тоді перебувала під владою Польщі, діяв місцевий осередок ПЗПН, - Львівський окружний футбольний союз (ЛОЗПН, Lwowski Okręgowy Związek Piłki Nożnej), утворений 16 травня 1920 року.  
Чемпіонат ЛОПЗН поділявся на класи: А (найсильніший), Б і Ц. Переможець класу А змагався з лідерами інших окружних ліг за звання чемпіона Польщі. Українські клуби принципово не вступали до ПЗПН та ЛОПЗН, а натомість 26 березня 1922 року утворили Український спортовий союз.

### Саморозпуск 1951 року
4 лютого 1951 року відбувся саморозпуск Польського Футбольного Союзу і організовано Футбольну Секцію Головного Комітету Фізичної Культури (пол. Sekcja Piłki Nożnej Głównego Komitetu Kultury Fizycznej), яка існувала до 9 грудня 1956 року, а потім відновлено Польський Футбольний Союз. 

### Відсторонення керівництва 1998 року
Навесні 1998 року у керівництва ПЗПН, яке очолював Маріан Дзюрович, виник конфлікт з керівником Департаменту фізичної культури і туризму Яцеком Дембським, який зажадав, щоб керівництво союзу дозволило ДФКіТ провести перевірку. Союз не погодився з цим. 
Тому 21 квітня 1998 року президент ДФКіТ Яцек Дембський відсторонив від посади президента ПЗПН Маріана Дзюровича, віце-президента Єжи Козіньського та генерального секретаря Міхала Лісткевича. 25 травня 1998 року воєводський суд у Варшаві ухвалив рішення про призначення куратора, яким став юрист Веслав Пакоца. В підсумку ФІФА і УЄФА висунули категоричний ультиматум, у якому погрожували усунути польські команди від участі в міжнародних змаганнях. Ультиматум набрав чинності 7 серпня.
20 лютого 1999 року відбувся Надзвичайний загальний з'їзд делегатів ПЗПН. На ньому вирішено, що 28 червня 1999 відбудеться виборчий конгрес, на якому виберуть нове керівництво Союзу. З чотирьох кандидатів: Бонька (зняв кандидатуру після початку засідання), Дзюровича (повідомлено в день з'їзду), Колатора (зняв кандидатуру перед з'їздом) і Лісткевича, таємним голосуванням обрано останнього.

### Корупційний скандал 2007 року
У зв'язку з корупційним скандалом в польському футболі 19 січня 2007 року тогочасний міністр спорту Томаш Ліпєц розпустив правління Союзу і призначив комісара в особі президента екстракляси СА Анджея Руска до обрання нової влади ФФП. Комісар взяв на себе повноваження виборних органів, а саме Президента, Президії, Ради і делегатів з'їзду. ФІФА і УЄФА оголосили, що вони "не визнають рішення міністра спорту Томаша Ліпєца призначити комісара в Польському футбольному союзі", а також "відсторонене правління залишається єдиним визнаним [цими організаціями] органом влади в польському футболі". Наслідком введення куратора до ПЗПН можуть бути санкції проти польських команд, що полягають у призупиненні їх участі у всіх міжнародних змаганнях - від товариських товариських зустрічей до офіційних. За день до відсторонення від влади, 18 січня, Казімір Грень, президент Підкарпатського ЗПН та голова футзальної комісії при ПЗПН погодився подати свою кандидатуру на виборах Президента Союзу під час найближчих позачергових Загальних зборів делегатів. Однак 30 січня через сімейні причини він відмовився висуватись на посаду президента Союзу.
20 січня тодішній віце-президент Закордонного відділу ПЗПН Ришард Чарнецький як другий кандидат оголосив, що візьме участь у позачергових виборах.
21 січня про участь в тих же виборах оголосив колишній гравець збірної Польщі, депутат сейму Роман Косецький.
24 січня комісар ПЗПН призначив дату проведення позачергових Загальних зборів делегатів, під час яких мають обрати нове правління ПЗПН.
31 січня Гжегож Лято оголосив про свою участь в майбутніх виборах глави Союзу.
1 лютого 2007 року Анджей Руско пішов з поста комісара Польського футбольного союзу. На цій посаді його замінив Марцін Войцєшак. Перед відставкою Анджей Руско переніс дату проведення позачергових Загальних зборів делегатів з 2 березня на 11 березня. 

### Скандал 2008 року
За поданням міністра спорту та туризму Мірослава Джевецького 29 вересня 2008 року Арбітражний трибунал Олімпійського комітету Польщі призупинив повноваження правління ПЗПН і призначив куратором Роберта Завлоцького. 10 жовтня 2008 року в зв'язку з загрозою виключення польських команд з міжнародних змагань і позбавлення країни права на проведення Євро-2012, Арбітражний трибунал Олімпійського комітету Польщі відкликав тимчасового куратора ПЗПН.

### Євро-2012
2007 року УЄФА ухвалив рішення довірити Польщі і Україні організацію Євро-2012. Назву в Польщі турнір дістав таку: UEFA EURO 2012 - Poland. 
Польща почала роботу 1 червня 2009 року.  Президентом асоціації на той час був Гжегож Лято. 
На Євро-2012 матчі в Польщі прийняли Варшава, Познань, Вроцлав та Гданськ. В Україні - Київ, Донецьк, Львів, Харків.
Євро-2012 для Польщі мало дуже велике значення, оскільки після проведення цього турніру Польський Футбольний Союз став більш відомим, а Польський футбол досягнув доволі високого рівня. Завдяки вдалому проведенню Євро-2012 Польща та Україна здобули велику славу, як "футбольні країни".